# Ghirlanduzzi
I Ghirlanduzzi furono una famiglia di intagliatori attivi nel Seicento originari di Ceneda, attuale sobborgo di Vittorio Veneto (provincia di Treviso).

## Storia
Della famiglia si ha notizia a partire dal 1607, quando fu registrato nella cattedrale di Ceneda il battesimo di Isabetta figlia di mistro Paulino Girarducci. È stato possibile anche individuare, almeno approssimativamente, la residenza della famiglia, che negli anni trenta viveva nell'attuale via Rizziera. Non è invece nota l'ubicazione del laboratorio che le fonti collocano genericamente in città.
Tra il 1634 e il 1638 mistro Paulo muore circa cinquantenne, lasciando la gestione dell'attività ai figli Gio.Batta e Andrea. Inizierà così la strettissima collaborazione tra i due fratelli, che li vedrà sempre uniti sia nella professione, sia nell'amministrazione dei beni familiari. I documenti dell'epoca li descrivono non solo intenti nella produzione di arredi sacri e di altri ornamenti per i luoghi di culto, ma anche protagonisti di primo piano nella comunità cenedese, ricoprendo vari incarichi amministrativi all'interno delle istituzioni ecclesiastiche.
La bottega chiuse con la morte di Giovambattista nell'agosto del 1689.

## Opere
Le opere superstiti sono conservate in decine di chiese sparse tra il territorio cenedese (provincia di Treviso), il Friuli concordiese (provincia di Pordenone) e il Comelico (provincia di Belluno) e riguardano perlopiù altari e statue di complemento, tutte realizzate in legno.
Fino alla fine degli anni 1970 molti dei loro lavori venivano erroneamente attribuiti al noto scultore Andrea Brustolon (1662-1732), il quale operò nel Bellunese nel periodo immediatamente successivo ai Ghirlanduzzi, quando con tutta probabilità la bottega aveva già chiuso.
Tra le opere più significative, si ricordano:
- Altare del Rosario (1634) - Parrocchiale di Zoppè di San Vendemiano (TV)

"Arch. parrocchia di Zoppè (libro della Luminaria, anno 1634, c. 34 r)"
- Altare della Beata Vergine del Carmine (1648) completato da sei statue di profeti (1686) - Parrocchiale di Cordignano (TV)

"Arch. di Stato di Treviso (Sez. Notarile, B. 1435,“notaio Approino Gio.Batta q.m Marsilio Notajo in Cordignano dal 1647 13 ottobre sino 1650 10 febbraio”, c. 726 r-v)"
- Altar maggiore della Madonna del Rosario (1662) - Chiesa della Beata Vergine del Rosario a Romano di Fontanafredda (PN)

"A. BURIGANA, Chiesa di Santa Maria dell'Assunzione di Vigonovo, in Vigonovo. Noterelle storiche, Fontanafredda 1956; N. PES, Vecchie storie di gente nostra, Pordenone 1990."
- Altare della Passione (1675) - Parrocchiale di Santo Stefano di Cadore (BL)

"(Arch. parrocchia di Santo Stefano di Cadore, Sez B, 246. Memorie di don Giuseppe Zanollio, sec. XVII)"
- Altar maggiore (1680) - Parrocchiale di Rua di Feletto di San Pietro di Feletto (TV)

"Arch. di Stato di Treviso (CRS,  Eremo Colle Capriolo, B. 1, Fascicoletto “1677, 13, genaro - scritto tra l'eremo e Gio:Batta Ghirlanduzzi per la facitura dell'altar maggiore con note e soldi …”, carta sciolta)"
- Altare di San Valentino (1684) - Parrocchiale di San Nicolò di Comelico (BL)

"Arch. di Stato di Belluno (Sez. Notarile Arch. Ant., B. 7892 “prot.- D - notaio De Zoldo Lorenzo”cc.74 r, 75 v)"